# Активный руслоформирующий фактор
Акти́вный руслоформиру́ющий фа́ктор — руслоформирующий фактор, воздействующий на русло и определяющий его деформации.
В гидроморфологической теории русловых процессов единственным активным руслоформирующим фактором считается течение воды. Также к ним могут быть отнесены другие факторы: ветер, растительность, ледовые явления (ледоход) и другие.
Активным русоформирующим факторам противопоставляются ограничивающим факторам, которые сами не вызывают русловых деформаций, но сдерживают действие активных факторов.
Соотношения различных активных факторов и соответствующих им противодействующих активных или ограничивающих факторов представляют собой критерий формирования речных русел.